# Cercomacra nigrescens
A Cercomacra nigrescens a madarak osztályának verébalakúak (Passeriformes) rendjébe és a hangyászmadárfélék (Thamnophilidae) családjába tartozó faj.

## Rendszerezése
A fajt Jean Cabanis és Ferdinand Heine írta le 1859-ben, a Percnostola nembe Percnostola nigrescens néven. Egyes szervezetek a Cercomacroides nembe sorolják Cercomacroides nigrescens néven.

## Alfajai
- Cercomacra nigrescens aequatorialis Zimmer, 1931
- Cercomacra nigrescens approximans Pelzeln, 1868
- Cercomacra nigrescens fuscicauda Zimmer, 1931  vagy Cercomacroides fuscicauda[1]
- Cercomacra nigrescens nigrescens (Cabanis & Heine, 1859)
- Cercomacra nigrescens notata Zimmer, 1931
- Cercomacra nigrescens ochrogyna E. Snethlage, 1928[3]

## Előfordulása
Bolívia, Brazília, Kolumbia, Francia Guyana, Peru és Suriname területén honos. A természetes élőhelye a szubtrópusi vagy trópusi síkvidéki és hegyi esőerdők, mocsári erdők és cserjések, valamint ültetvények, folyók és patakok környéke. Állandó, nem vonuló faj.

## Megjelenése
Testhossza 14–15 centiméter, testtömege 14–25 gramm. A nemek különböznek.

## Életmódja
Rovarokkal táplálkozik, valószínűleg fogyaszt pókokkal is.

## További információ
- Képek az interneten a fajról
- Xeno-canto.org - a faj hangja és elterjedési területe. [2017. december 1-i dátummal az eredetiből archiválva].